# RS-168
La RS-168 est une route locale du Nord-Ouest de l'État du Rio Grande do Sul reliant la BR-287, depuis le nord-ouest de la municipalité de Santiago, à la BR-472, sur le territoire de la commune de Porto Lucena, sur le rio Uruguay, face à l'Argentine. Elle dessert Santiago, Bossoroca, São Luiz Gonzaga, Dezesseis de Novembro, Roque Gonzales, São Paulo das Missões et Porto Lucena, et est longue d'environ 165 800 km. Elle débute à l'embranchement avec la RS-575.